# 타말
타말(스페인어: tamal)은 멕시코, 과테말라 등 중앙아메리카 많은 나라의 전통 음식이다. 옥수수로 만든 마사 반죽을 옥수수 껍질이나 바나나잎에 싸서 쪄낸다. 고기, 치즈, 토마토 등으로 만든 속이나 소스를 넣기도 한다.

## 어원
어원은 나우아틀어 "타말리(tamalli)"이다.

## 같이 보기
- 나카타말
- 파모냐
- 파스텔